# Instituição âncora
As Instituições-âncora são instituições sem fins lucrativos que, uma vez estabelecidas tendem a não mudar de localização. Tendências emergentes relacionadas à globalização, tais como o declínio da produção, o aumento do setor de serviços, e uma crescente crise fiscal do governo, sugerem a importância crescente das instituições de ancoragem para as economias locais. De fato, em muitos lugares, estas instituições-âncora têm superado empresas tradicionais de fabricação para se tornar principais empregadores da sua região. O poder econômico dessas instituições-âncora, se eficazmente aproveitados, podem contribuir significativamente para a criação de riqueza da comunidade.

## A nova era das instituições âncora
Há um consenso crescente entre os profissionais de desenvolvimento da comunidade e estudiosos que as instituições-âncora são um componente crítico de estratégias de revitalização do centro da cidade. Diversas organizações são identificadas como instituições-âncora, incluindo universidades, hospitais, museus, e uma variedade de outras instituições culturais e religiosas. Apesar da sua diversidade, âncoras compartilham uma conexão comum para os bairros onde eles estão localizados. Eles têm investimentos substanciais em seus campus e locais físicos, e não têm a mobilidade geográfica tipicamente associada com as organizações do setor privado. Em contraste às organizações que operam sob a lógica do capitalismo privado, instituições de ancoragem são de base local e têm missões ligadas às comunidades onde estão localizadas. Elas também são organizações relativamente autónomas, uma vez que muitas âncoras são entidades sem fins lucrativos. O seu estatuto sem fins lucrativos permite que as instituições de ancoragem beneficiem-se de isenções fiscais e outras restrições regulamentares relacionadas com as políticas de uso da terra. Estatuto sem fins lucrativos também fornecem as instituições de ancoragem com isolamento de política local e graus relativos de autonomia para prosseguir as suas missões.
Instituições-âncora preenchem uma série de papéis funcionais em comunidades urbanas. Elas são responsáveis por uma proporção substancial da base de emprego em cidades do interior, e elas são os empregadores de números visíveis de profissionais qualificados. Além de empregar profissionais qualificados, instituições-âncora aumentam o capital humano por meio de atividades de ensino e pesquisa que ocorrem dentro de suas paredes. Junto com o desenvolvimento do capital humano, as instituições-âncora são locais importantes para o cultivo e desenvolvimento do capital cultural. Isto é particularmente relevante para o trabalho feito por museus e outras instituições cívicas. Além de recursos humanos e culturais, instituições-âncora têm a capacidade de alavancar recursos fiscais em cidades do interior e adicionar capacidade para os esforços de revitalização urbana. Eles tornaram-se importantes contribuintes para a revitalização do centro da cidade no período contemporâneo, como recursos do setor público ter contraído e o uso desses recursos exige cada vez mais a colaboração entre os setores público, privado e sem fins lucrativos.
Instituições-âncora trazem muitos benefícios para cidades do interior; no entanto, elas também têm o potencial para agravar as desigualdades existentes em bairros da cidade interna, L. Mandel (2012) descreveu como a expansão de faculdades, hospitais e outras âncoras resultou no rompimento das comunidades. Ele classificou conflitos associados com esforços institucionalmente impulsionados pela revitalização do bairro, por causa da vitimização que essas atividades implicaram para os residentes do centro da cidade. Em grande medida, a estrutura fundamental que foi aplicada para ancorar instituições no passado tornou-se menos acentuada no período contemporâneo. Hoje, uma grande parte do diálogo acadêmico e profissional sobre desenvolvimento baseado na âncora incide sobre o potencial das instituições de ancoragem para transformar bairros.

## Surgimento
O movimento atual defendendo o uso de instituições-âncora para alavancar a revitalização do interior da cidade surgiu a partir de centros de políticas em universidades e institutos de pesquisa sem fins lucrativos. Um dos centros mais visíveis no Instituto Penn para a Pesquisa Urbana (Penn IUR), da Universidade da Pensilvânia, que patrocina estudos de instituições de ancoragem e servidores como organização líder para a “Anchor Institution Taskforce” nacional. O Penn IUR publicou documentos oficiais e outros relatórios que defendem instituições âncora para assumir um papel de liderança nos esforços de revitalização do centro da cidade (Penn IUR, 2009). A um nível mais pragmático, a Universidade da Pensilvânia desenvolveu manuais de como fazer para instituições-âncora, a fim de facilitar as atividades expandidas relacionadas a revitalização do centro da cidade. Relatos semelhantes que incluem orientações para as instituições-âncora seguirem quando realizarem atividades de desenvolvimento comunitário, foram produzidos na Universidade de Chicago. Além de advocacia baseada em universidade, institutos de pesquisa sem fins lucrativos, como a Urban Land Institute e a Initiative for a Competitive Inner City (ICIC) tornaram-se proponentes de aumento da atividade instituição âncora na revitalização urbana. Em recente publicação da ICIC, âncoras foram identificadas como fundamental para o desenvolvimento econômico urbano. Argumentou-se que as parcerias entre as instituições-âncora, o setor público e as empresas do setor privado poderiam ser forjadas para alavancar o desenvolvimento do centro da cidade. Em parte, o argumento transmitido pelo ICIC é que a presença de instituições-âncora acrescenta a outros fatores identificados por Michael Porter, que criam uma vantagem competitiva para as cidades do interior em relação ao desenvolvimento económico.

## Exemplos conhecidos
- Catholic Healthcare West (ACS), hospital de grande porte com sede em San Francisco baseado no modelo de organização sem fins lucrativos, tem aproveitado produtivamente capital para fazer investimentos na comunidade. Começando em 1992, o programa Community Investment da ACS começou a fornecer empréstimos de baixa taxa de juros para organizações sem fins lucrativos. Em 2006, a ACS havia emprestado mais de $49 milhões para 88 organizações sem fins lucrativos e mais de 60 por cento destes empréstimos tinham sido reembolsados.[1]

- A Universidade da Pensilvânia, que passou mais de 10 por cento das suas despesas anuais para a compra localmente, injetando assim um número estimado de US$80 milhões na economia West Philadelphia em 2006-2007 (Penn IUR). Penn teve como objetivo aumentar este montante para US$120 milhões até 2010. (Penn IUR, 2009)

- O Hospital Henry Ford em Detroit provê incentivos para os gestores para contratar localmente e pôs em prática uma política de pagar fornecedores locais com antecedência para fornecer capital de giro. O hospital ampliou esta iniciativa em 2010, através de parcerias com outras duas instituições-âncora locais, Detroit Medical Center e Wayne State University, e já houve um impacto de US$400.000 em compras redirecionadas para empresas locais [2].

- A Iniciativa da Duke-Durham Neighborhood Partnership, que investiu mais de US$2 milhões em um fundo de empréstimo de habitação a preços acessíveis para promover a aquisição da casa própria e estabilização da comunidade.[1]

- A Universidade do Sul da Califórnia, que instituiu um programa para aumentar o emprego dos bairros que cercam imediatamente o seu campus. Em um período recente, um em cada sete candidatos a cargos foi contratado a partir dos sete códigos postais mais próximos do campus.[10]

Hospitais, universidades e grandes instituições culturais são referidos como "âncoras" porque eles detêm significativo investimentos em imóveis e capital social, tornando extremamente difícil para eles simplesmente puxar as estacas e sair. Nos estados unidos, os chamados "eds" e "meds" (educação e remédios) fornecem 5,2% de postos de trabalho. No interior da cidade, eles fornecem 11% dos postos de trabalho. É esperado que esse número aumente de acordo com os agrupamentos industriais, em que âncoras são representados - como serviços de saúde locais, e criação de educação e conhecimento - são projetados para crescer ao longo dos anos, resultando na criação de novos postos de trabalho dentro da cidade.

## Benefícios
As Instituições-âncora - com os incentivos e motivação adequada - têm o potencial econômico para alavancar seus ativos e receitas para promover o desenvolvimento do setor privado local através de meios tais como:
- Direcionando uma porcentagem maior de seu poder de compra para fornecedores locais baseados na comunidade.
- A contratação de um percentual maior de sua força de trabalho localmente.
- Fornecimento de treinamento da força de trabalho para as pessoas que necessitam de assistência na comunidade.
- Incubar o desenvolvimento de novos negócios, incluindo o empreendedorismo social das entidades sem fins lucrativos.
- Servindo como um construtor de conselhos ou rede.
- Aproveitando o desenvolvimento imobiliário para promover varejo local, habitação assistida pelo empregador, e confianças de terra da comunidade.
- Usando os fundos de pensão e de doações para investir em estratégias de criação de emprego locais e para fornecer capital de risco da comunidade para entidades sem fins lucrativos, empreendedores e empresas de propriedade do funcionário.